# Imatra
Imatra è una città finlandese di 25208 abitanti, situata nella regione della Carelia Meridionale, sulle rive del lago Saimaa, alla foce del fiume Vuoksi.
La storia di Imatra è segnata dalle guerre e dall'industria energetica. Tra i suoi cittadini annovera colui che nel 1894 ha inventato un congegno rivoluzionario per togliere le interiora alle aringhe.
Tra i tre nuclei centrali di Imatra (Imatrankoski, Tainionkoski e Vuoksenniska), disseminati in una vasta area, vi sono molti luoghi interessanti, sebbene deteriorati dal processo di industrializzazione. Le impetuose cascate, per esempio, nel XIX secolo rappresentavano la principale meta turistica della Finlandia, ma nel 1929 il corso d'acqua fu deviato per produrre energia idroelettrica e attualmente esse sono visibili solo alla domenica e nei giorni festivi quando per motivi turistici l'acqua viene fatta di nuovo scorrere nell'originario letto del fiume. Il paesaggio urbano è stato deturpato dalle fabbriche di pasta di legno e dalle cartiere che esportano in tutto il mondo cellulosa e carta per ogni utilizzo (buona parte dei contenitori per gelati in carta accoppiata a film di polietilene che si usano in Italia proviene dalla cartiere di Imatra).
Un tempo Imatra era famosa anche per il Gran Premio motociclistico di Finlandia che si correva sulle strade della città. Trattandosi di un circuito cittadino molto pericoloso venne cancellato dal calendario mondiale negli anni '80.
I monumenti più importanti di Imatra sono il Valtionhotelli e la Chiesa delle Tre Croci.
Il Valtionhotelli è un albergo in stile Art Nouveau con linee architettoniche che richiamano quelle di un castello, edificato nel 1903 vicino alle cascate per i turisti provenienti dalla vicina capitale imperiale russa, San Pietroburgo. Ancora oggi conserva la destinazione ad albergo.
La Kolmen Ristin kirkko ("chiesa delle Tre Croci"), si trova nel quartiere di Vuoksenniska, ed è uno degli edifici che fanno parte della storia della corrente "organica" dell'architettura moderna; è stata progettata nel 1957 dal famoso architetto finlandese Alvar Aalto. Un particolare interessante della chiesa è che soltanto due delle 103 vetrate dell'edificio sono identiche tra loro.